# Sant Jaume d'Ulldemolins
Sant Jaume d'Ulldemolins és una església parroquial al municipi d'Ulldemolins (Priorat) declarada bé cultural d'interès nacional.
L'edifici és d'una nau amb capçalera plana i volta de canó amb llunetes. A banda i banda té quatre capelles laterals amb galeries al pis superior, cobertes amb voltes de canó perpendiculars a la nau. Un arc triomfal, on figuren les dates de 1585, 1690, 1778, 1896 i 1972 -corresponents possiblement a l'acabament del presbiteri la primera i a restauracions posteriors les restants-, separa la nau de la capçalera.
La façana, feta de carreus encoixinats als angles, té al centre la portada monumental, clarament renaixentista, i coronada per un gran frontó triangular. A l'esquerra s'alça el campanar, de base quadrangular i cos vuitavat amb acabament circular
El material emprat és bàsicament la pedra calcària del país que, com s'erosiona fàcilment, posa en perill la conservació del temple. Altres materials són el maó vist, utilitzat a la part superior del campanar en les obres de reconstrucció de la fi del segle xix, i la pedra lligada amb morter i enguixada que apareix en sectors determinats de l'interior. Actualment, gairebé tota l'església és enguixada i pintada interiorment.

## Història
La primera parròquia de la població fou una capella, dedicada a Sant Jaume, en la fortalesa d'Ulldemolins. Era una capella romànica del segle xii que amb el pas del temps es va quedar petita, per això en el segle xvi, en el solar on hi havia hagut el castell es va decidir fer una església nova. Obra del més pur estil renaixentista, fou projectada per Jaume Amigó, fill del lloc i rector de Tivissa, i construïda sota la direcció de Pere Blai entre el 1584 i el 1590 aproximadament.
Vers l'any 1637 fou instal·lat un orgue amb decoracions pictòriques. Al segle xix caigué el campanar original que fou substituït per l'actual, la part superior de la qual fou aterrada per un llamp i rematat de nou en la seva forma actual a principis del segle xx. De l'incendi del 1936 se'n salvà part de l'orgue, així com algunes pintures originals. No ocorregué el mateix amb els retaules de l'església, alguns d'ells originals, o amb el gran retaule barroc de l'altar major, obra renaixentista del 1592 de l'escultor d'origen italià Adria Pellegrino. Se salvaren alguns elements d'orfebreria i, en molt mal estat i les seves portes. La caixa de l'orgue va ser restaurada a partir de l'any 2000, i la part instrumental reconstruïda inspirant-se en l'orgue que els mateixos orgueners feren a Puigcerdà poc abans. Va ser inaugurat l'any 2008.
També es conserva encara una pica baptismal del segle xvi buidada en un sol bloc. Fa 1,1 m de diàmetre i presenta una forma global de capitell, amb una ornamentació basada en una sanefa d'aparença de fris amb tríglifs i mètopes i una mena de gallons amb forma de pètals allargassats que arrenquen de la base. Actualment està col·locada sobre una base moderna. La pica baptismal fou tallada al segle xvi per al nou temple parroquial i instal·lada als peus, al costat de la porta on romangué fins que als anys cinquanta fou treta al carrer. Actualment torna a ser dins l'església. També hi ha una talla renaixentista de Sant Isidre a la primera capella de la capçalera del costat de l'epístola.